# Beauchamps (Manche)
Beauchamps település Franciaországban, Manche megyében. Lakosainak száma 438 fő (2022. január 1.). Beauchamps Champrepus, Équilly, La Haye-Pesnel, Le Mesnil-Villeman és Gavray-sur-Sienne községekkel határos.

## Népesség
A település népességének változása:
| Lakosok száma | 348  | 299  | 314  | 374  | 370  | 393  | 408  | 426  | 430  | 438  |
|               | 1968 | 1982 | 1990 | 2006 | 2013 | 2015 | 2017 | 2019 | 2020 | 2022 |